# Exochus rufipleuralis
Exochus rufipleuralis är en stekelart som beskrevs av Kusigemati 1987. Exochus rufipleuralis ingår i släktet Exochus och familjen brokparasitsteklar. Inga underarter finns listade i Catalogue of Life.